# Hokej na lodzie na Zimowej Uniwersjadzie 1972
Turniej hokeja na lodzie na Zimowej Uniwersjadzie 1972 odbył się w dniach 26 lutego - 5 marca w Lake Placid.

## Medale
| Złoto | Srebro | Brąz              |
| ZSRR  | Kanada | Stany Zjednoczone |

| Rk | Kraj              | Pkt | Mecze | Mecze | Mecze | Bramki | Bramki |
| Rk | Kraj              | Pkt | Z     | R     | P     | ZB     | SB     |
| -- | ----------------- | --- | ----- | ----- | ----- | ------ | ------ |
| 1  | ZSRR              | 11  | 5     | 1     | 0     | 40     | 14     |
| 2  | Kanada            | 7   | 3     | 1     | 2     | 31     | 24     |
| 3  | Stany Zjednoczone | 0   | 0     | 0     | 6     | 13     | 46     |

| Drużyna | Drużyna           | Wyniki        |
| ZSRR    | Kanada            | 9:3, 3:2, 4:4 |
| ZSRR    | Stany Zjednoczone | 9:0, 8:3, 7:2 |
| Kanada  | Stany Zjednoczone | 9:4, 5:3, 8:1 |